# La carta de un amoral
La carta de un amoral fue un texto anónimo publicado el 30 de septiembre de 1959 en el periódico paraguayo El País. La carta fue dirigida al director del periódico, Leopoldo Ramos Giménez, como respuesta a la serie de detenciones masivas y arbitrarias, conocida como caso 108, y su tratamiento periodístico. El texto es el primero que defiende los derechos de los homosexuales en Paraguay.

## Antecedentes
El 1 de septiembre de 1959 fue asesinado el conocido locutor radial Bernardo Aranda. Su cadáver fue encontrado calcinado en su habitación de Barrio Obrero, en la capital Asunción. Las investigaciones desataron una persecución y redadas a personas homosexuales por el presunto «crimen pasional entre homosexuales», como llamó la prensa al suceso.
El 12 de septiembre, el diario El País publicó en primera plana un reportaje titulado «108 Personas de Dudosa Conducta Moral Están Siendo Interrogadas. Intensa Acción Policial. Esperan Resultados». Días después, el periódico publicó un listado con las 108 personas investigadas por las fuerzas policiales. Desde entonces el número fue criminalizado y asociado a la rechazada homosexualidad.

## Contenido
El contenido de la carta fue el siguiente:

«Señor Director:
A El PAÍS le ha parecido justo bautizar con el nombre de “lacra social” a un grande y respetable número de personas honradas, que son tales, porque respecto a sus vidas hacen de ella un motivo moderado de placer, sin ofender a los demás, tan moderado, y silencioso, como corresponde a las sanas actividades íntimas, a diferencia de los placeres desenfrenados que también en el seno de la sociedad llamada culta suelen desembocar en públicos escándalos. 
Nosotros creemos que EL PAIS se equivoca fundamentalmente, tal vez porque en vez de reflexionar social, humana y filosóficamente, le resulte más fácil usar epítetos para lastimar a personas dignas de toda consideración. 
Nosotros seguimos una vocación que es tan antigua como la propia humanidad, y en este siglo de consagración de todos los derechos humanos, nadie puede negarnos el derecho de hacer de nosotros mismos, de nuestro continente físico, lo que queremos, sin incomodar a los otros que no quieran hacer lo mismo.
Los moralistas de EL PAÍS están errados, porque en esta materia no existe moral colectiva, sino moral individual, y nosotros somos individualistas por principios filosóficos. Si Uds. persisten en el error, perderán tiempo, y nosotros no perdemos nada». Anónimo.
«La Carta de un Amoral», publicación del diario El País, página 2, miércoles 30 de septiembre de 1959.

## Homenajes
Desde 2004, cada 30 de septiembre en la ciudad de Asunción las organizaciones de la diversidad sexual convocan anualmente la Marcha del Orgullo por los derechos LGBTI.